# Walter Crawley
Walter Cecil Crawley (29 de marzo de 1880 - 11 de octubre de 1940) fue un jugador de tenis británico y entomólogo. Estuvo activo desde 1901 hasta 1927 y ganó 8 títulos individuales a lo largo de su carrera.

## Vida
Crawley nació el 29 de marzo de 1880 y fue educado en la St John's School, Leatherhead. En 1901 participó en su primer torneo en los Campeonatos de Yorkshire, donde perdió en la tercera ronda ante Ernest Watson. Ganó su primer título individual en los North of England Championships en 1907. Ese mismo año ganó el título inaugural de individuales masculinos del Dieppe International Championship. Compitió en los individuales y dobles en los Juegos Olímpicos de Verano de 1908. En dobles alcanzó los cuartos de final con Kenneth Powell, donde perdieron ante compatriotas y eventualmente campeones olímpicos George Hillyard y Reginald Doherty.
Entre otros momentos destacados de su carrera en individuales se encuentran sus victorias en el Chichester Open (1907), el Epsom Open (1908), los Sussex Championships (1908), la Reunión de Otoño de Roehampton (1922) y el Brockenhurst Open (1922). Además, fue finalista en los Derbyshire Championships (1903), los Northumberland Championships (1903), los Berkshire Championships (1904), los Championships of Pays-d'Enhaut (1906), los South of England Championships (1907), los Leicestershire County Lawn Tennis Championships (1908), el Campeonato de Europa (1908), el Championship of Wales (1909), los Nottinghamshire Championships (1910), el Welsh Covered Court Championships (1921), los London Covered Court Championships (1921), los British Covered Court Championships (1921) y los Isle of Wight Championships (1922).
Ganó su último título individual en 1923 en el Brockenhurst Open. Jugó su último torneo en los Campeonatos de Wimbledon de 1927. Estudió hormigas y fue Fellow de la Royal Entomological Society. Su hermano, Alfred Ernest Crawley, también fue jugador de tenis.
En los Juegos Olímpicos de 1908, Crawley y su compañero Kenneth Powell vencieron a la pareja canadiense, el Capitán Foulkes y Bobby Powell, antes de perder ante los británicos George Hillyard y Reggie Doherty. En individuales, Crawley llegó a la tercera ronda después de recibir un pase en la segunda ronda, pero perdió contra Josiah Ritchie, el eventual campeón. Walter alcanzó la semifinal de dobles masculinos en Wimbledon en dos ocasiones: con Cecil Parke en 1910 y con Augustus Hendriks en 1913. Su última aparición en Wimbledon fue en 1927 a los 47 años.
El hermano mayor de Walter, Alfred, fue cuartofinalista en Wimbledon en 1902 y 1906. En el torneo del Queen’s Club de 1913, los dos hermanos se enfrentaron en los cuartos de final, y Walter ganó.